# Fantomtáp
A kondenzátormikrofonok működéséhez, ellentétben a dinamikusmikrofonokkal, tápellátás szükséges. Ezt vagy a mikrofonba (vagy egy hozzácsatolt adapterbe) épített telep, vagy a ma már szinte minden rendezvénykeverőbe beépített ú.n. FANTOM TÁP biztosítja. (Phantom Power)

## Fantomtáp nagysága
A nemzetközi ajánlásoknak megfelelően a keverők zömében a fantomtáp nagysága +48 V. Ez kellő nagyságú tápfeszültséget biztosít a kondenzátormikrofonok működéséhez. Fontos megjegyezni, hogy a legtöbb mai, modern kondenzátormikrofon kapszula nem igényel ilyen magas tápfeszültséget, s már pár volt (3–9 V) feszültségről is tökéletesen működnek. Ezek a mikrofonok azonban úgy készülnek, hogy a +48 V tápfeszültségről is üzemeltethetőek.